# Ernst August Telgener
Die Firma Ernst August Telgener, auch E. A. Telgner oder Königliche Hofbuchdruckerei, war eine im ersten Drittel des 19. Jahrhunderts betriebene Königlich Hannoversche Hof-Buchdruckerei mit angeschlossenem Verlag. Eine Spezial-Abteilung war die Herstellung hebräischer Druckwerke.

## Geschichte
Der Drucker Ernst August Telgener stellte im Sommer 1802 den Antrag, in der Stadt Hannover eine Buchdruckerei betreiben zu dürfen. Da zu der Zeit bereits vier ähnliche Druckbetriebe in der Stadt arbeiteten, erhielt Telgener erst am 21. März 1803 die hierfür notwendige Konzession. Doch erst nach dem Ende der Besatzung Hannovers durch die Truppen von Napoleon Bonaparte konnte Telgener das Unternehmen wirtschaftlich zur Blüte bringen.
Im Dezember 1825 wurde Ernst August Telgener zum Hofbuchdrucker ernannt und durfte sein Vervielfältigungsunternehmen nun Königliche Hofbuchdruckerei nennen. Bald hatte diese zwei eiserne und vier hölzerne Druckpressen in Betrieb. Ab 1826 druckte Telgener – führend im Königreich und an der Spitze im Gebiet der deutschen Staaten – auch jüdische Werke mit hebräischen Lettern. Die sogenannte „Telgener'sche hebräische Druckerei“ soll der Lehrer und Schriftsteller Salomon Ephraim Blogg jedoch erst ab 1827 betrieben haben.
Als Königlicher Hofbuchdrucker E. A. Telgner inserierte Telgener in der Hannoverschen Zeitung vom 29. März 1832, dass er durch die Hilfe von zwei guten Setzern sogar eine „hebräische Buchdruckerei“ betreibe. In dieser Zeit war das Unternehmen eine von mittlerweile elf Buchdruckereien in Hannover von 1830 bis 1840. Ab 1838 war Philipp Conrad Göhmann als Faktor in der Druckerei tätig.
In der Allgemeinen Zeitung des Judenthums von 1840 warben Ernst August Telgener als Hofbuchdrucker und Salomon Ephraim Blogg als Herausgeber des israelitischen Gebetsbuches in hebräischer und deutscher Sprache auf ein und derselben Seite für ihre Dienste.
Nachdem Telgener laut den Adressbüchern der Stadt Hannover von 1847 und 1849 die Druckerei nur bis etwa 1847 geführt hatte, wurde die Telgener'sche Hofbuchdruckerei etwa ab 1849 erst von der Witwe, dann von den Erben fortgeführt und im Jahr 1871 durch den neuen Inhaber Ernst August Julius Stürke fortgeführt.
Um 1874 wurde die Telgnersche Druckerei an Arnold Weichelt verkauft.

## Druckschriften (Auswahl)
als Telgner:
- Christoph Heinrich Friedrich Bialloblotzky (Hrsg.): Proben schottischer Beredsamkeit, als Beiträge zur vergleichenden Homiletik. Heft 1: Reden von Thomas Chalmers, Edward Irving und Walter Scott. Telgner, Hannover 1828
- Heinrich Bergmann: Einiges aus der Vorzeit für die Jetztzeit. Allen Hannoveranern gewidmet. 2. Auflage. Telgner, Hannover 1849
- Fr. Krollmann: Erlebnisse in dem Kriege gegen Rußland im Jahre 1812 / Vom Landbereuter Fr. Krollmann, damaligen Musikus beim 3. Chasseur-Bataillone Westphalen. Nebst einer Lithographie. Telgner, Hannover 1853
- Leopold Dukes: Nahal qedumim nahalat Ya’aqob / Jehuda Leib Dukas (Übers.: Das alte Bachbett. Das Eigentum Jakobs. Über die Geschichte der hebräischen Poesie des Mittelalters). 1. Heft. Telgner, Hannover 1853
- Leopold Dukes: Salomo ben Gabirol aus Malaga und die ethischen Werke desselben. Mit einer Uebersicht der meisten ethischen Werke der Araber. Ein Beitrag zur Literaturgeschichte der Araber und Juden des Mittelalters. Telgner, Hannover 1860
- Offener Brief an die Wähler unseres Landes Hannover (= Stück 14 in: Hannoversche Broschüren, Bd. 12). Telgner, Hannover [ca. 1860]
- Birkat hal-lebanã (ein Mondsegen, 2 Blatt). Telgner, Hannover [ca. 1860]
- Birkat hal-lebanã (ein Mondsegen, 2 Blatt). Telgner, Hannover [ca. 1860]
- Christian Hermann Ebhardt (Hrsg.): Sammlung der Verordnungen für das Königreich Hannover aus der Zeit vor dem Jahre 1813. Telgner, Hannover 1854/55
- Tefillat ereb r d han-niqr jm kippûr qn (Übersetzt etwa: Gebet für den Tag von Neumond. nebst Zugaben; zum 2. Maledirt v. Sal. Blogg)